# Edgard Pillet
Pour les articles homonymes, voir Pillet.
 (septembre 2019).
Si vous disposez d'ouvrages ou d'articles de référence ou si vous connaissez des sites web de qualité traitant du thème abordé ici, merci de compléter l'article en donnant les références utiles à sa vérifiabilité et en les liant à la section « Notes et références ».
Edgard Pillet est un sculpteur et peintre français né le 29 juillet 1912 à Saint-Christoly-Médoc et mort le 9 septembre 1996 dans le 13e arrondissement de Paris. 

## Biographie
Edgard Pillet est né le 29 juillet 1912 à Saint-Christoly-Médoc en Gironde. Il est le fils de Jean Pillet, artisan peintre, et de Marguerite Martin, sans profession.
Il fait ses études à l'école des beaux-arts de Bordeaux dès 1928, puis entre à l'École des beaux-arts de Paris en 1931, dans l'atelier de Jean Boucher. Il y rencontre notamment Émile Gilioli, qui est dans le même atelier. Une bourse d'État qui lui est attribuée en 1936 sur avis du Conseil supérieur des beaux-arts lui fait découvrir la Grèce où il séjourne près d'un an.
À la veille de la Seconde Guerre mondiale, il reçoit le prix Abd-el-Tif et devient pensionnaire de la villa Abd-el-Tif en Algérie, où il se consacre entièrement à son art. Alger lui donne tout de suite un autre sens de la mesure et est également le lieu de rencontres déterminantes : il y rejoint le cercle des intellectuels formé autour d'Albert Camus et d'Emmanuel Roblès. Encouragé par Camus, avec lequel il se lie d'amitié, Pillet consacre une bonne partie de son temps à l'écriture, tout en continuant son œuvre de sculpteur exposée à la galerie Colline à Oran. Ses premières peintures figuratives et d'inspiration cubiste sont exposées à la galerie du Minaret à Alger et Charlot édite son recueil Plastique, plaquette d'aphorismes sur l'art et la création artistique. Pillet est remobilisé dès le début des troupes alliées sur les côtes d'Afrique du nord, on lui confie la réalisation du buste de Charles de Gaulle en 1943. 
Il tient sa première exposition personnelle à Alger en 1940.
En 1950, Edgard Pillet devient secrétaire général de la revue d'avant-garde Art d'Aujourd'hui et fonde avec Jean Dewasne l'Atelier d'art abstrait à Paris au 14, rue de la Grande-Chaumière à Montparnasse qui connaît un rayonnement international. Il prononce des conférences techniques et philosophiques avec les acteurs du monde de l'art (les critiques Degand, Descargues, Michel Seuphor), organise des visites d'atelier et des discussions du travail des élèves (Agam, Dumitresco.
En 1951, Edgard Pillet expose à la galerie Denise René à Paris et participe à la fondation du groupe Espace, dont Pillet est responsable de la communication. Pillet tourne Genèse, un film d'animation dont les acteurs sont des éléments géométriques simples, lignes, carrés, cercles… qui jouent entre eux, s'entrecroisent, se rapprochent, se combinent puis s'éloignent. Ce court métrage, jalon important de l'histoire de l'art abstrait français est acquis par le musée national d'Art moderne en 1980. Il est régulièrement présenté dans les festivals de films d'art.
Il expose à la galerie Arnaud en 1955.
On lui doit la couverture de l'un des tout  premiers numéros de Cimaise. 
Collaborateur d'architectes, dont Bernard Zehrfuss, il enseigne aux États-Unis.
Edgard Pillet obtient le prix de la Jeune Peinture en 1948 et celui de la Critique à Bruxelles en 1953. 
En 1955, il est professeur à l'université de Louisville, puis l'année suivante à l'Art Institute of Chicago.
En 1959, il expose successivement à Copenhague, New York, Londres et Paris.
De 1960 à 1970, au lieu, comme c'était à la mode d'opposer géométrie et lyrisme, Pillet refuse ce débat stérile et s'oriente vers la profondeur en entamant le dialogue forme - couleurs - matières de ses « creusets » où « il donne à voir à la fois l'espace et le temps » (Jean-Jacques Lévêque, 1965). C'est pour lui une période très prolifique où il produit près de 300 creusets, aujourd'hui dispersés pour la plupart par Marcelle Dupuis à Paris, Drian Gallery à Londres en 1961, Kaare Berstein à Oslo en 1962, Edouard Loeb et Edouard Smith à Paris en 1964.
Parallèlement, il est présent dans de nombreux salons et expositions où l'on peut voir ses creusets, peintures, gravures ou collages, mais se désintéresse progressivement du milieu des galeries pour se consacrer à d'autres et nouvelles aventures.
En 1965, il participe à la quatrième biennale de gravure à Tokyo, ainsi qu'au Salon des réalités nouvelles à Paris.
Secrétaire général de la revue Art d'aujourd'hui, il apparaît aux côtés de son fondateur, André Bloc, comme un ardent défenseur de l'art moderne et du concept toujours d'actualité de la synthèse des arts.
L'une des caractéristiques majeures de l'œuvre de Pillet est l'association de la sculpture, en l'occurrence le relief, à l'architecture. Son discours est fondé sur l'emploi de figures géométriques élémentaires et schématisées, ainsi que sur l'opposition du plein et du vide, d'où il résulte des contrastes de formes et de reliefs producteurs de rythmes. La technique du ciment moulé, utilisée pour les piliers de l'amphithéâtre Louis Weil, illustre ce principe comparable à celui de la gravure en creux. 
Il obtient en 1972 le prix de la Jeune sculpture pour un projet d'animation de surface Les Fûts en acier inoxydable.
Il meurt le 9 septembre 1996 dans le 13e arrondissement de Paris.
De septembre à décembre 2016, à l’occasion du 20e anniversaire de la mort de cet artiste girondin, le centre d’art contemporain lui rend hommage à travers une rétrospective au château Lescombes à Eysines.
Le catalogue raisonné de l'artiste a été mis en ligne en 2020. Il recense plus de 1 000 œuvres et est enrichi au fur et à mesure des informations manquantes communiquées par les maisons de vente, les galeries ou les détenteurs particuliers de ses œuvres.

## Collections publiques
- Musée national des beaux-arts du Québec[9].